# Clima pampeà

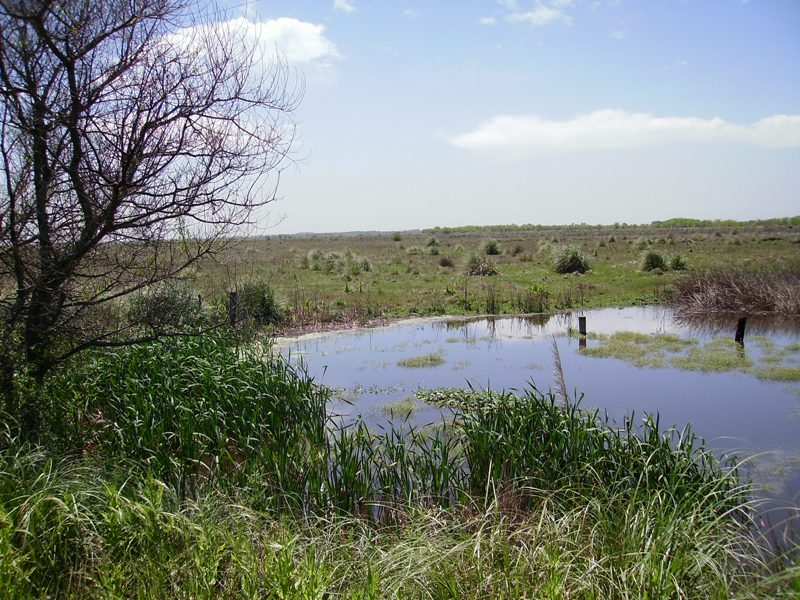
Aspecte de la Pampa argentina

El clima pampeà, (clima pampeano) és un tipus de clima temperat. En la classificació de Köppen s'anomena amb les lletres Cwa i Cwb. Aquest tipus de clima correspona a les Pampes de l'interior de l'Argentina i a algunes zones de l'interior de la Xina i Sud-àfrica

## Argentina
A l'Argentina aquest clima es troba a: 
- Província de Buenos Aires
- Centre i sud de la província de Santa Fe.
- Est i centre de la província de La Pampa.
- Província de Entre Ríos (llevat del nord).
- Província de San Luis (llevat l'angle nord-est) i Córdoba (llevat l'angle nord-est).

La temperatura mitjana d'estiu oscil·len entre els 20 i 25 °C i les d'hivern entre els 5 i els 12 °C.
Les temperatures disminueixen de nord a sud (Córdoba, situada al nord: 24,3 °C, Mar del Plata, al sud, 19 °C).
També disminueixen les temperatures d'est a oest.
La pluviometria disminueix des de la cosata a l'interior (Dolores, situada a l'est, 920 mm; General Pico, a l'oest, 587 mm).
També les pluges disminueixen de nord a sud.
Segons la distribució de les pluges es distingeix:
- Pampa humida, oriental, de les praderies o de les pastures tendres.

- Pampa seca, occidental, àrida o de les pastures dures.